# The Summit
The Summit è un manhwa dell'autrice Lee Young Hee. L'opera è stata pubblicata in Corea del Sud da Seoul Munhwasa a partire dal 2005 ed è stata interrotta dopo sette volumi. L'edizione italiana è stata curata da Flashbook a partire da dicembre 2007.
The Summit si inserisce nel panorama culturale ed editoriale sudcoreano, in cui il genere shōnen-ai ha cominciato a svilupparsi solo di recente, dato che, fino alla fine degli anni ’90, in Corea del Sud era in atto una censura leggera – ma pur sempre presente – nei riguardi delle opere a tematica omosessuale, considerate pericolose per i giovani. Di recente, invece, grazie alla veloce e multiforme stratificazione culturale che unisce modernità e tradizione e all’apertura verso il mondo fumettistico americano e occidentale in generale, si sta assistendo a un maggiore interesse verso il genere. Poiché però non si è ancora consolidata una tradizione artistica sudcoreana nei manwha in questo ambito, The Summit eredita canoni estetici e narrativi giapponesi, ponendosi come una delle opere di punta per la sperimentazione dello shōnen-ai in Corea del Sud.

## Trama
Il protagonista, Lee Han Sae, viene abbandonato dalla sua amante il giorno del matrimonio di questa col fratello del protagonista, ma lo stesso giorno avrà un incontro fatale con un ragazzo biondo, Moto, che travolgerà la sua vita come un uragano.